# تيريزا ماتي
تيريزا ماتي (بالإيطالية: Teresa Mattei)‏ سياسية إيطالية تنتمي للحزب الشيوعي (ولدت يوم 1 فبراير من العام 1921 في جنوة) تخرجت من جامعة فلورنسا عام 1944، وإنضمت للحزب الشيوعي الإيطالي، وتورطت بالمشاركة في قتل الفيلسوف الفاشي جيوفاني جنتيلي الذي كان من أتباع الهيغلية الجديدة، وكان أحد زملاء من بينيديتو كروتشي، وقد وصف نفسه بأنه «فيلسوف الفاشية» وألف مذهب الفاشية (1932) لبينيتو موسوليني. وابتكر أيضاً مذهبه الفلسفي «المثالية الفعلية».